# Alternex
O Alternex foi o primeiro provedor de acesso brasileiro a permitir o acesso às pessoas físicas, a partir de 1989.
O Provedor pertenceu ao Ibase durante vários anos e foi transformado posteriormente para a iniciativa privada no final de década de 90, pois como anteriormente era um serviço gratuito, quando começou a se popularizar, percebeu-se que era um ramo promissor de lucro milionário, pois vários brasileiros, começaram a consumir as conexões em massa. 
Como o Ibase era um provedor absoluto no Brasil, começou a haver monopólio da internet, que antes o que era gratuito passou a ser pago de forma fracionada.
Para se ter uma ideia, as cobranças eram  fracionadas existindo um pacote para utilização do sistema em Unix e Windows. 
O fracionamento se consistia que em cada envio de e-mail, custava R$0,10, sendo que existia um pacote de R$100,00 que quando ultrapassasse o limite de horas de conexões a qual eram poucas, pagava-se quantias adicionais da qual eram caras, já a conexão via www, era chamada de conexão em modo gráfico, sendo que o kit era vendido aos usuários. 
Como se tratava de uma ong sem fins lucrativos, o governo percebeu que o instituto tinha lucros milionários e chamou a atenção do Ibase para que não continuasse comercializando serviços de internet, pois estava contrariando totalmente o espírito de liberdade de se expressar e de ir e vir, através das comunicações de fronteiras.
Para que o IBASE, não perdesse o direito de explorar o serviço, eles resolveram fundar uma empresa chamada Alternex ao qual foi reinstalado todo o sistema no tele Porto do Rio de Janeiro. Todos os funcionários foram trabalhar em outro endereço.  
Por algum tempo o Alternex se manteve absoluto no mercado,  mas entrou em decadência quando a internet foi popularizada de forma gratuita, sem limitações de conexão, sendo que duas empresas que proveram o serviço gratuito foram o BOL, super ig e outras que ofereciam serviços sem cobrança de conexão 24 horas por dia.  Após o surgimento da banda larga no final dos anos 90, esses serviços foram sendo abandonados de acordo com a demanda com o crescimento de usuários de banda larga. 
Então o Alternex, perdeu seu poder absoluto de explorar unicamente de forma monopolizadora o serviço de conexão à internet, deixando de ser absoluto entrando em esquecimento e abandono por parte de seus usuários.
Diversos pioneiros da rede brasileira tiveram o seu primeiro e-mail com a denominação @alternex.org.br.

## História
Em 1989, foi lançada a Rede Nacional de Pesquisa, projeto do Ministério da Ciência e Tecnologia - MCT. O objetivo da RNP era implantar uma infraestrutura de redes eletrônicas distribuídas por todo o Brasil, interligando centros universitários e de pesquisas no país com o exterior, compondo a Internet/BR.
No Brasil, em 1988, o Ibase iniciou os testes com o Alternex. Inicialmente o Alternex era restrito aos membros do Ibase e associados e só em 1992 foi aberto ao público.
A relação da RNP com o Ibase começa um pouco antes da ECO-92 - Conferência Mundial sobre Ecologia e Desenvolvimento da ONU.  As ONGs de todo o mundo precisavam se comunicar com o exterior e abria-se um espaço para que a rede montada pelo Ibase em 1989, pudesse se integrar na Internet.
O IBASE foi, junto com as universidades, um dos pioneiros no uso de redes de computadores  no Brasil. Este pioneirismo foi, por mais contraditório que seja, fruto da ditadura militar, que ao exilar milhares de brasileiros, permitiu ao coordenador técnico do AlterNex, Carlos Afonso, e ao Coordenador do Ibase, Herbert de Souza, (Betinho),  observarem o crescimento das redes de informação no Canadá e a resposta pronta do movimento social organizado internacional contra a possibilidade de monopolização destas redes.
No âmbito das ONGs, a ideia de se criarem redes em cada país é adotada no Brasil, sendo um dos primeiros membros de uma nova organização, batizada um ano depois de APC - Associação para o Progresso das Comunicações.   
Começando em 1982, diversas redes regionais e não comercias de computadores emergem como recurso para informação e comunicação. A APC foi fundada em 1990  para coordenar a operação e desenvolvimento de um conjunto destas redes independentes. 
Estas redes se uniram para prover o acesso a correio eletrônico, conferências eletrônicas, bases de dados de informação e outros serviços para seus associados de todo o mundo. As redes afiliadas servem regiões predominantemente de países em desenvolvimento. 
O AlterNex foi uma das primeiras destas redes e foi um dos fundadores da APC. Operando 24 horas por dia desde 17 de julho de 1989, o Nodo AlterNex se caracteriza como um serviço internacional sem fins lucrativos do Ibase, como se apresenta na época no material de divulgação do Alternex:
"Orientados a indivíduos e organizações da sociedade civil, com objetivo de servir os que trabalham por metas que incluem a paz, a prevenção da guerra, a eliminação do militarismo, a proteção do meio ambiente, apoiar a causa dos direitos humanos e dos direitos dos povos, realização da justiça social e econômica, eliminação da pobreza, promoção do desenvolvimento autosustentado e equitativo, avanço da democracia participativa e resolução não-violenta de conflitos".

## Núcleo de Informação (NIC) - ALTERNEX-RNP
Selando o relacionamento, iniciado em 1992, a RNP resolve criar uma série de Centros de Informações por área de interesse dos usuários. Entre estes, um deles era voltado especificamente para ONGs dentro do Ibase e do AlterNex.  
O centro foi aberto, a partir de março de 1994, em uma sala  na Rua Vicente Souza, 29,  em Botafogo, no Ibase. 
Segundo o coordenador técnico do AlterNex, Carlos Afonso, o NIC RNP/Alternex seria um elo entre o Ibase e a RNP e serviria para estruturar os dados disponíveis na Internet para as ONGs, ou como definia o material de divulgação da época:
“O Centro vai ser orientado para entidades da sociedade civil, as iniciativas da Internet do Brasil, RNP e AlterNex vão dar suporte para este pessoal, entender o que é,  quando estiver utilizando, dar suporte para melhorar a utilização deles e  produzir materiais explicativos e promocionais”. 
O  Alternex, na época,  tinha cerca de 1.200 usuários e um conjunto de cerca de mil debates eletrônicos da Usenet e da Rede APC. Foi desenvolvido neste NIC o primeiro Kit de acesso à Internet, via Windows, que ficou conhecido com o "Kit do Alternex", que operava inicialmente para o Windows 3.1.

## Referência
- NEPOMUCENO, Carlos. Na Távola da Internet: Centro de Informação AlterNex/RNP. 1997. Dissertação de mestrado em Ciência da Informação. Universidade Federal do Rio de Janeiro, Rio de Janeiro.